# دونالد برادمان
كان سير دونالد جورج برادمان، (AC) (وُلد في 27 من أغسطس 1908م – وتُوفي في 25 من فبراير 2001م)، كان يُطلق عليه غالبًا «الدون» (The Don)، لاعب كريكت، أسترالي وكان يشتهر بأنه أعظم ضارِب للكرة (batsman) على مر العصور. وخلال مهنة برادمان حقق في إحدى المباريات معدلاً لضرب الكرة ب99.94 نقطة وأشارت أغلب الإحصائيات إلى أنه أعظم إنجاز حققه أي رياضي في أي رياضة أساسية.
وتقول الحكاية أن برادمان في صغره كان يتدرَّب بمفرده مُستخدمًا عصا كريكت خشبية وكرة جولف وتُعتبر تلك الحكاية جزءًا من الفلكلور الأسترالي (Australian folklore). كما كان نجاح برادمان الصاعق والمذهل وانتقاله من ممارسة لعبة الكريكت في الأحراش إلى الفريق الأسترالي قد استغرق سنتين فقط. وقبل بلوغه سن 22 عامًا، كان قد حقق العديد من الأرقام القياسية بإحرازه أعلى النقاط، ولا يزال بعضها قائمًا حتى الآن، وأصبح بذلك أشهر الرياضيين في أستراليا وذلك أثناء ذُروة الكساد الكبير (Great Depression).
وأثناء مسيرته في اللعب التي استمرت نحو عشرين عامًا، كان برادمان دائمًا يقوم بإحراز أعلى النقاط ممَّا جعله، من وجهة نظر مدرِّب الكريكت السابق بيل وودفول (Bill Woodfull)، «يساوي ثالث ضاربي الكرة بالنسبة إلى أستراليا». كما أن هناك مجموعة جدليَّة من التكتيكات تُعرف باسم بودلين (Bodyline)، ابتكرها خصيصًا فريق إنجلترا من أجل الحَّد من تسجيله للنقاط. ولكونه مدرِّبًا ومديرًا، كان برادمان مُلزَمًا بمباراة كريكت هجومية ومُمتعة في نفس الوقت، ولذلك استطاع استقطاب المشجّعين من خلال الأرقام القياسية التي حققها. وعلى الرغم من ذلك، فقد كان يبغض من يتملقونه بشكلٍ مستمر، ممَّا أثَّر على طريقة تعامله مع الآخرين. وكان أداؤه المنفرد مَركزًا للاهتمام ممَّا أدى إلى تَوتُّر علاقاته مع بعض زملائه في الفريق، وبعض المديرين والصحفيين، الذين كانوا يعتقدون أنه غير مبالٍ وحَذِر في تعاملاته. وعَقب اضطراره للتوقف لفترة بسبب الحرب العالمية الثانية، كانت عودته تُمثِّل مفاجأة، فقد كان مدرِّبًا لفريق أسترالي معروف باسم «الذين لا يُقهرون» (The Invincibles) أثناء جولته في إنجلترا مُحطِّمين الرقم القياسي.
ولأنه شخص معقَّد ومندفع إلى أقصى حد، ولا يبالي بالعلاقات الشخصية،
استطاع برادمان الاحتفاظ بمنصبهِ البارز في اللعبة عندما عمِل مديرًا، ومسؤول اختيار وكاتبًا لمدة ثلاثة عقود بعد تقاعده. وحتى بعد أن أصبح منعزلاً في سنوات تدهوره، كان رأيه يُؤخذ بعين الاعتبار إلى حدٍ كبير، كما كانت مكانته كبطل قومي لا يزال يُعترف بها حتى بعد مرور خمسين عامًا على تقاعده من وظيفته كلاعب في الفريق، وفي عام 2001 أطلق عليه رئيس الوزراء الأسترالي جون هوارد (John Howard) لقب «أعظم شخصية أسترالية على قيد الحياة». وقد ظهرت صورة برادمان على طوابع البريد والعملات، وافتتحت متحفًا مخصَّصًا لحياته عندما كان حيًا. وبمناسبة الاحتفال بمرور 100 عام على ميلاده، في 27 أغسطس 2008، أصدرت المنظمة الملكية الأسترالية لسَّك النقود (Royal Australian Mint) عملة ذهبية تذكارية بقيمة 5 دولارات مطبوع عليها صورة برادمان، وفي 19 نوفمبر عام 2009، أُقيم له احتفال في قاعة مشاهير الكريكيت آي سي سي (ICC Cricket Hall of Fame).

## وصلات خارجية
- دونالد برادمان على موقع إي آس بي آن كريك إنفو (الإنجليزية)
- دونالد برادمان على موقع قاعة أستراليا للمشاهير الرياضية (الإنجليزية)